# Carlprit
Carlprit, de son vrai nom Rudi Schwamborn, né le 20 mai 1986 à Harare (Zimbabwé), est un rappeur et acteur allemand. Il est le frère cadet du rappeur Metaphysics du groupe Söhne Mannheims. Son apparition la plus notable a été en 2009 dans le single de Cascada Evacuate the Dancefloor qui s'est vendu à plus de trois millions d'exemplaires dans le monde, faisant de Carlprit le premier zimbabwéen à atteindre les classements Billboard,,.

## Biographie

### Débuts (2000–2008)
Rudi commence initialement au début des années 2000 après avoir déménagé en Allemagne. En 2003, il est apparu sur le single de son frère aîné The Universe de l'album Digital Garden. Après cela, il a commencé à publier de nombreux remixes non officiels et mixtape dans son quartier, mais a été incapable de recevoir une véritable reconnaissance en raison de la barrière de la langue à laquelle il a fait face en Allemagne.
S'appuyant sur les relations de son frère aîné son groupe multi disque de platines Söhne Mannheims, Carlprit essaye de mettre en place sa propre empreinte en 2006 avec l'entrepreneur et ami Dahoud Faron de la Hustlers Academy. Le label est rapidement fermé en raison de différences dans la pensée créatrice. Sans label et incapable de signer, Carlprit est contraint de faire du club d'hébergement et des publications YouTube pour se faire connaître. C'est durant cette époque qu'il rencontre Tarantado qui est un rappeur venant de Wuppertal, ainsi que DEDE qui, plus tard, a produit et enregistré la plupart des mix tape solo de Carlprit.

### Succès et collaborations (2009–2011)

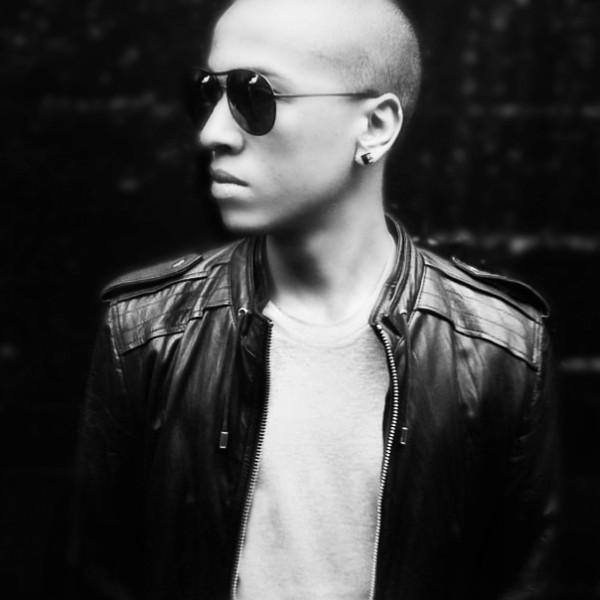
Carlprit à Los Angeles.

En 2009, Carlprit est présenté au label Zooland. Le producteur Yann Peifer reconnait son potentiel et lui offre la possibilité de le tester sur un nouveau projet. Trois semaines plus tard, la chanson Evacuate the Dancefloor est produite. Le clip est tourné à Los Angeles. La chanson est ensuite publiée en juin 2009, où il est en tête des palmarès au niveau international et atteint la place de numéro un au Royaume-Uni et aux Pays-Bas. La chanson est également certifiée disque de platine aux États-Unis.
Carlprit commence l'année 2010 avec sa nouvelle chanson intitulée See You at the Top avec les frères Bkay et Kazz du Royaume-Uni. Le clip met en vedette des filles de la série télévisée allemande Die Model WG ainsi que la finaliste de Miss Allemagne Martina Lee et le modèle de FHM Julia Grulisch. En 2010, Carlprit a également travaillé avec Mondotek (Digi Ben), Sasha Dith (Ya Odna feat Blue Affair) ou encore Twinns (Boys Boys Boys). Il a également collaboré avec Cascada à nouveau en 2011. Sur leur quatrième album Original Me, il figure sur les pistes Unspoken et Independence Day. Il est également présent avec Alexandra Stan sur son single Million. 

### Accord avec Sony (depuis 2012)
Au printemps 2013 sort une nouvelle chanson, Here We Go (Allez allez), en promotion. Il n'est seulement publié qu'en France. Il s'agit d'une reprise de la chanson Allez allez (2012) de Petty Joy et Uno Jahma. Le titre est produit, mxié et composé par Michael Mind Project. Il atteint la 22e place des classements belges.

## Discographie

### Singles solo
- What up Girl (2006)
- 1234 (2011)
- Fiesta (2012)
- Here We Go (Allez allez) (feat. Petty Joy) (2013)
- Party Around the World (feat. CvB ) (2013)

### Collaborations
- Evacuate the Dancefloor (2010, Cascada feat. Carlprit)
- Sun is Shining (2010, Yann Peifer feat. Carlprit, Metaphysics, Tony-T and Dave Kurtis)
- Digi Ben (2010, Mondotek feat. Carlprit)
- Ya Odna (2010, Blue Affair & Sasha Dith feat. Carlprit)
- Boys Boys Boys (2010, TWiiNS feat. Carlprit)
- How Do You Sleep (2010, Angle City feat. Carlprit)
- LOVEBEAT (2010, Amari feat. Carlprit)
- Ghetto Superstar (2010, Basslovers feat. Carlprit)
- Delirious (2010, Michael Mind Project feat. Carlprit and Mandy Ventrice)
- We Are Here (2011, Laurent Wolf feat. Laurent Pepper, Romain Curtis, Lionel Altevoght & Carlprit)
- Dance With Me (2011, BRYCE feat. Carlprit)
- Unspoken (2011, Cascada feat. Carlprit)
- Independence Day (2011, Cascada feat. Carlprit)
- Heaven Is a Place (2011, U-Jean feat. Carlprit)
- Party on (2011, Funkybootz feat. Carlprit)
- 1.000.000 (Million) (2011, Alexandra Stan feat. Carlprit)
- Shake that Boo Boo (2011, Modana feat. Carlprit)
- Boom (2011, ItaloBrothers feat. Carlprit)
- One More Time (2011, Bodybangers feat. Carlprit & Linda Teodosiu)
- Do It All Night 2K12 (2012, Darius & Finlay feat. Carlrpit & Nicco)
- Don't Stop the Dancing (2012, Manian feat. Carlprit)
- Love Music (2012, Shaun Baker feat. Carlprit & Jessica Jean)
- Brand New Day (2013, Mike Candys feat. Evelyn & Carlprit)